# Basilica di San Mattia
La basilica di San Mattia (in tedesco: Basilika Kirche zu Sankt Matthias) è la chiesa abbaziale del monastero omonimo benedettino di Treviri, in Germania.
Costituisce un notevole esempio di architettura romanica e gotica della Germania.

## Storia e descrizione

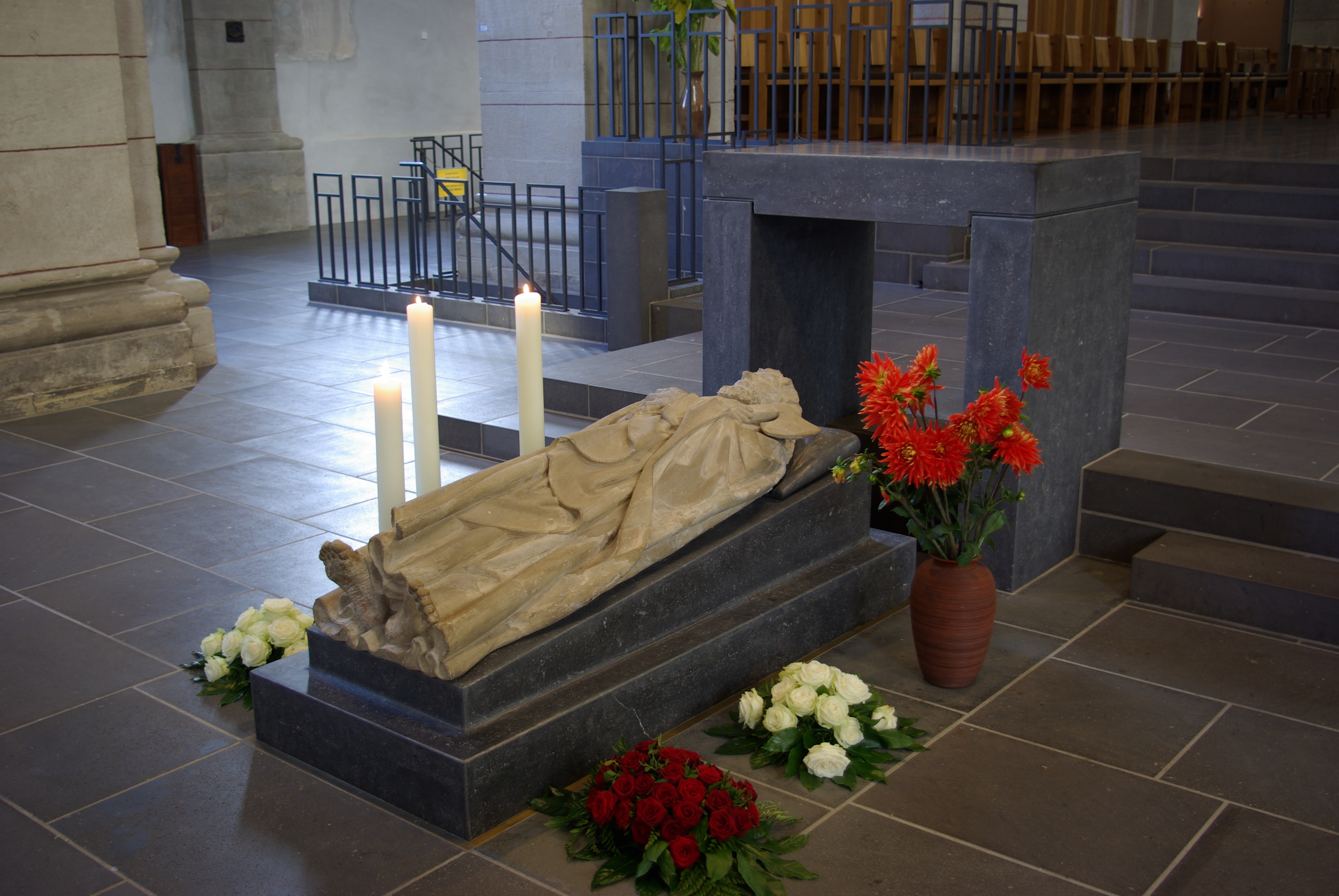
Tomba di san Mattia

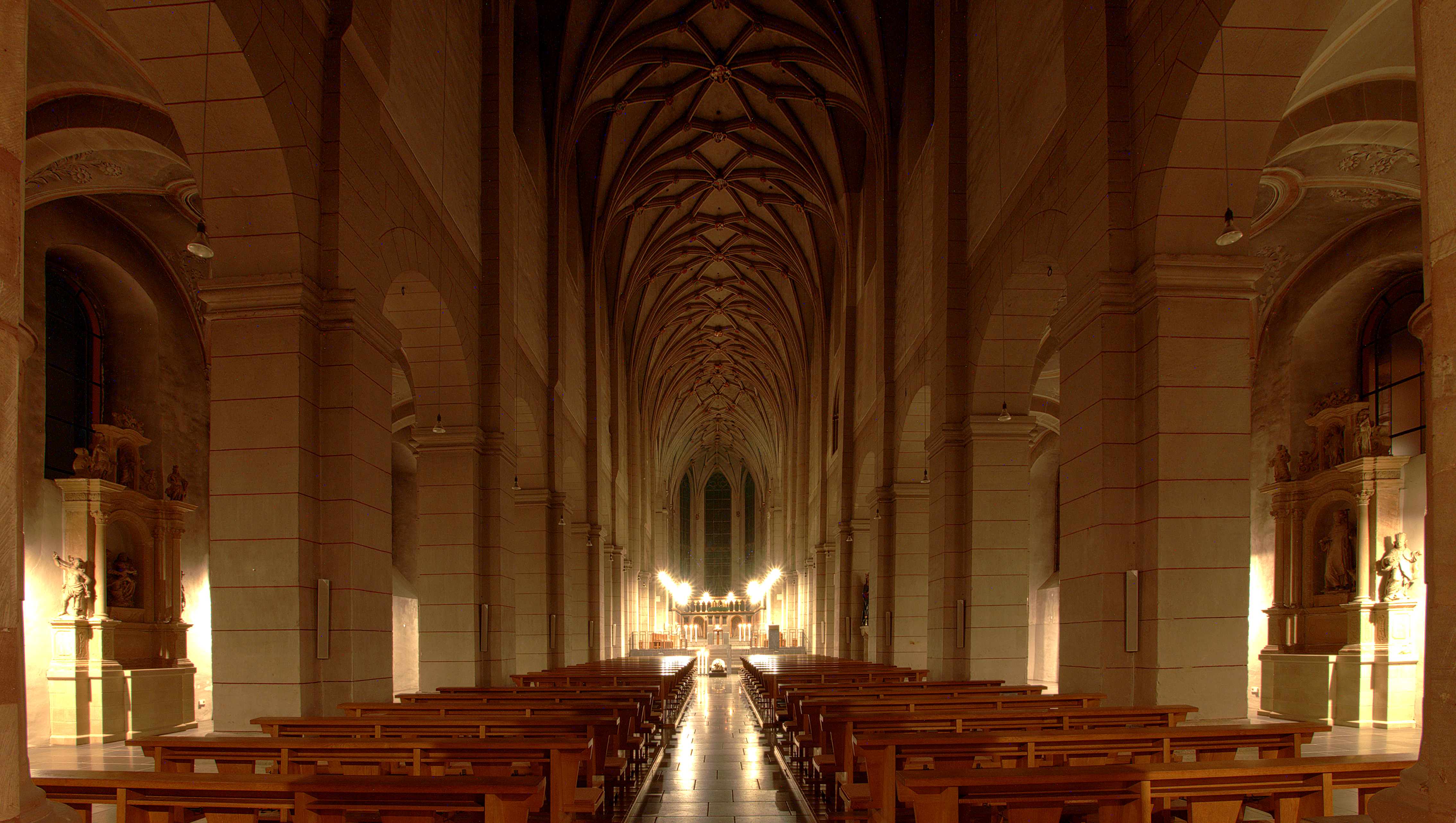
Navata

La fondazione dell'abbazia risale al IV secolo, ma il complesso, e soprattutto la chiesa, vennero più volte rifatti e rimaneggiati.
La chiesa odierna risale alla ricostruzione in stile romanico che venne consacrata da papa Eugenio III nel 1148, alla presenza di san Bernardo di Chiaravalle e di numerosi cardinali. Nel XV secolo vennero erette le volte gotiche, e nel primo XVI secolo vennero fatte le vetrate del coro.
All'interno della chiesa vi sono conservate le reliquie di san Mattia, che le hanno valso il titolo di basilica minore.